# Bob Penchion
Robert Earl Penchion (Town Creek, 11 agosto 1949) è un ex giocatore di football americano statunitense che ha giocato nel ruolo di guardia per cinque stagioni nella National Football League (NFL). Fu scelto nel corso del quinto giro (108º assoluto) del Draft NFL 1972 dai Buffalo Bills. Al college ha giocato a football alla Alcorn State University.

## Carriera professionistica
Penchion fu scelto nel corso del quinto giro del Draft 1972 dai Buffalo Bills, rimanendo con la squadra per 2 stagioni e 17 partite. Nel 1974 passò ai San Francisco 49ers con cui nel 1975 giocò come guardia titolare. Nel 1976, Penchion si trasferì alla neonata franchigia dei Seattle Seahawks con cui concluse la carriera professionistica quell'anno. Penchion terminò la sua carriera come defensive tackle titolare totalizzando nei suoi anni da professionista oltre 50 tackle e 2 sack.

## Statistiche
| Partite totali | 48 |